# Viviers-du-Lac
Viviers-du-Lac és un municipi francès situat al departament de la Savoia i a la regió d'Alvèrnia-Roine-Alps. L'any 2007 tenia 1.909 habitants.

## Demografia

### Població
El 2007 la població de fet de Viviers-du-Lac era de 1.909 persones. Hi havia 770 famílies de les quals 199 eren unipersonals (86 homes vivint sols i 113 dones vivint soles), 257 parelles sense fills, 275 parelles amb fills i 39 famílies monoparentals amb fills.
La població ha evolucionat segons el següent gràfic:
Habitants censats

### Habitatges
El 2007 hi havia 864 habitatges, 780 eren l'habitatge principal de la família, 52 eren segones residències i 32 estaven desocupats. 627 eren cases i 228 eren apartaments. Dels 780 habitatges principals, 551 estaven ocupats pels seus propietaris, 210 estaven llogats i ocupats pels llogaters i 20 estaven cedits a títol gratuït; 20 tenien una cambra, 71 en tenien dues, 123 en tenien tres, 183 en tenien quatre i 383 en tenien cinc o més. 675 habitatges disposaven pel capbaix d'una plaça de pàrquing. A 303 habitatges hi havia un automòbil i a 433 n'hi havia dos o més.

### Piràmide de població
La piràmide de població per edats i sexe el 2009 era:
| Homes | Edats   | Dones |
| ----- | ------- | ----- |
| 0     | 95 o +  | 4     |
| 4     | 90 a 94 | 0     |
| 8     | 85 a 89 | 8     |
| 4     | 80 a 84 | 8     |
| 12    | 75 a 79 | 28    |
| 28    | 70 a 74 | 28    |
| 32    | 65 a 69 | 44    |
| 48    | 60 a 64 | 40    |
| 60    | 55 a 59 | 68    |
| 52    | 50 a 54 | 60    |
| 28    | 45 a 49 | 36    |
| 56    | 40 a 44 | 60    |
| 80    | 35 a 39 | 68    |
| 40    | 30 a 34 | 48    |
| 48    | 25 a 29 | 60    |
| 40    | 20 a 24 | 40    |
| 44    | 15 a 19 | 40    |
| 44    | 10 a 14 | 52    |
| 44    | 5 a 9   | 52    |
| 16    | 0 a 4   | 56    |

## Economia
El 2007 la població en edat de treballar era de 1.245 persones, 938 eren actives i 307 eren inactives. De les 938 persones actives 861 estaven ocupades (448 homes i 413 dones) i 78 estaven aturades (32 homes i 46 dones). De les 307 persones inactives 102 estaven jubilades, 106 estaven estudiant i 99 estaven classificades com a «altres inactius».

### Ingressos
El 2009 a Viviers-du-Lac hi havia 823 unitats fiscals que integraven 2.018,5 persones, la mediana anual d'ingressos fiscals per persona era de 21.222 €.

### Activitats econòmiques
Dels 152 establiments que hi havia el 2007, 5 eren d'empreses extractives, 2 d'empreses alimentàries, 7 d'empreses de fabricació d'altres productes industrials, 26 d'empreses de construcció, 26 d'empreses de comerç i reparació d'automòbils, 6 d'empreses de transport, 16 d'empreses d'hostatgeria i restauració, 3 d'empreses d'informació i comunicació, 6 d'empreses financeres, 12 d'empreses immobiliàries, 20 d'empreses de serveis, 18 d'entitats de l'administració pública i 5 d'empreses classificades com a «altres activitats de serveis».
Dels 43 establiments de servei als particulars que hi havia el 2009, 1 era una oficina de correu, 1 una oficina bancària, 6 tallers de reparació d'automòbils i de material agrícola, 1 autoescola, 3 paletes, 7 guixaires pintors, 4 fusteries, 3 lampisteries, 1 electricista, 2 perruqueries, 9 restaurants, 4 agències immobiliàries i 1 tintoreria.
Dels 6 establiments comercials que hi havia el 2009, 1 era un supermercat, 1 una fleca, 1 una botiga d'equipament de la llar, 1 una botiga d'electrodomèstics, 1 una botiga de mobles i 1 un drogueria.
L'any 2000 a Viviers-du-Lac hi havia 5 explotacions agrícoles.

## Equipaments sanitaris i escolars
El 2009 hi havia 1 farmàcia i 3 ambulàncies.
El 2009 hi havia una escola elemental.

## Poblacions més properes
El següent diagrama mostra les poblacions més properes.